# Ivești (Galați)
Ivești è un comune della Romania di 9 782 abitanti, ubicato nel distretto di Galați, nella regione storica della Moldavia.
Il comune è formato dall'unione di 2 villaggi: Bucești e Ivești.